# إدواردو توريس
إدواردو توريس (بالإسبانية: Eduardo Torres)‏ هو ملحن إسباني، ولد في 1872 في ألبايدا في إسبانيا، وتوفي في 23 ديسمبر 1934 في إشبيلية في إسبانيا.

## وصلات خارجية
- إدواردو توريس على موقع ديسكوغز (الإنجليزية)